# Kroatische Fußballnationalmannschaft (U-20-Männer)
Die kroatische U-20-Fußballnationalmannschaft ist eine Auswahlmannschaft kroatischer Fußballspieler. Sie unterliegt dem Hrvatski nogometni savez und repräsentiert ihn international auf U20-Ebene, etwa in Freundschaftsspielen gegen die Auswahlmannschaften anderer nationaler Verbände oder bei der Junioren-Fußballweltmeisterschaft.
Das beste Ergebnis bei einer Weltmeisterschaft erreichte die Mannschaft 1999 und 2013, als sie sich bis ins Achtelfinale spielte und dort Brasilien mit 0:4 (1999) beziehungsweise Chile mit 0:2 (2013) unterlag.

## Teilnahme Junioren-Fußballweltmeisterschaft
| 1977 in Tunesien                            | erst seit 1991 Eigenständig |
| 1979 in Japan                               | erst seit 1991 Eigenständig |
| 1981 in Australien                          | erst seit 1991 Eigenständig |
| 1983 in Mexiko                              | erst seit 1991 Eigenständig |
| 1985 in der Sowjetunion                     | erst seit 1991 Eigenständig |
| 1987 in Chile                               | erst seit 1991 Eigenständig |
| 1989 in Saudi-Arabien                       | erst seit 1991 Eigenständig |
| 1991 in Portugal                            | nicht qualifiziert          |
| 1993 in Australien                          | nicht qualifiziert          |
| 1995 in Katar                               | nicht qualifiziert          |
| 1997 in Malaysia                            | nicht qualifiziert          |
| 1999 in Nigeria                             | Achtelfinale                |
| 2001 in Argentinien                         | nicht qualifiziert          |
| 2003 in den Vereinigten Arabischen Emiraten | nicht qualifiziert          |
| 2005 in den Niederlanden                    | nicht qualifiziert          |
| 2007 in Kanada                              | nicht qualifiziert          |
| 2009 in Ägypten                             | nicht qualifiziert          |
| 2011 in Kolumbien                           | Vorrunde                    |
| 2013 in der Türkei                          | Achtelfinale                |
| 2015 in Neuseeland                          | nicht qualifiziert          |
| 2017 in Südkorea                            | nicht qualifiziert          |
| 2019 in Polen                               | nicht qualifiziert          |